# Aedes fumidus
Aedes fumidus är en tvåvingeart som beskrevs av Edwards 1928. Aedes fumidus ingår i släktet Aedes och familjen stickmyggor. Inga underarter finns listade i Catalogue of Life.